# Gergely Ágnes (énekesnő)
Gergely Ágnes énekesnő, tanár.

## Élete
Gergely Ági 15 éves korában, 1962-ben tűnt föl az első Ki mit tud?-on. Koncz Zsuzsával énekelt duettet, aki osztálytársa volt a Berzsenyi Dániel Gimnázium II/A osztályában. Nevükhöz fűződik a Drága nagymami és a Gézengúz című szám. A két kislány duóját (Hóvirág duó) a sajtó később az utóbbi néven kezdte említeni.
Gergely Ágnes 1966–1971 között megszakításokkal a Gerilla zenekar énekesnője volt. Később pályát módosított, az ELTE-n bölcsészetet hallgatott, majd tanárként dolgozott.

## Érdekességek
A Ki mit tud?-on való fellépés diákcsínynek indult, amit Gergely Ágnes és Koncz Zsuzsa az utóbbi honlapján megtalálható tanóra közbeni levelezése is bizonyít. A duó a döntőbe került ugyan, de nyereményük csupán egy-egy asztali lámpa volt a Corvin Áruház kínálatából.
Állítólag Szörényi Levente Gergely Ági révén került kapcsolatba az Illés-együttessel.